# Koltai Judit
Koltai Judit (Budapest, 1952. november 19. –) magyar színésznő, rendező, színházigazgató.

## Életpályája
1974 és 1978 között a Budapesti Gyermekszínház Stúdiójának növendéke, színészi pályája is a Kazán István vezette Gyermekszínházban indult. 1978-tól a kaposvári Csiky Gergely Színház, 1980-tól a Népszínház társulatának tagja. 1983-tól a kecskeméti Katona József Színházhoz szerződött.
1986-tól alapító tagja a Malgot István vezette független Hold Színháza társulatnak. Állandó játszóhely híján vidéki városokban, falvakban tartották előadásaikat. Budapesten, rendszeresen az Egyetemi Színpadon voltak a bemutatóik. 
1989-től szabadfoglalkozású művésznőként dolgozott. 1995 májusában megnyílt a Holdvilág Kamaraszínház, melynek művészeti vezetője, színésznője. A színház a rákosszentmihályi Világ mozi épületében működött. 2012 őszétől azonban új helyszínre, a XIII. kerületbe költözött át, az Angyalföldi József Attila Művelődési Központ épületében lelt otthonra. A színház vezetése és színészi munkája mellett, rendezéssel és – 1987 óta – tanítással (Harlekin Gyermekszínház; Pogácsa az Arénában színkör) is foglalkozik. Versei jelentek meg a "Harmatfényben lelki utakon" és a "Mesék, versek kicsiknek és nagyoknak Óperencián innen" című antológiákban.
Koltai Róbert húga.

## Fontosabb színházi szerepei
- Robert Ivanovics Rozsgyesztvenszkij – Alekszej Alekszin: Bátyám és a klarinét... Petyka
- Jevgenyij Lvovics Svarc: Hókirálynő... Elza, hercegkisasszony; Rablóvezér mama
- Dimitar Dimitrov: A farkas és hét gida... Pirinyó
- Jules Verne: A tizenötéves kapitány... Jack Weldon, Mrs. Weldon fia
- Valentyin Petrovics Katajev: Magányos fehér vitorla... Második piaci fiú
- L. Frank Baum: Óz, a nagy varázsló... Toto kutya
- Tennessee Williams: Ez a ház bontásra vár... Willie
- Carlo Collodi: Pinokkió... Pinokkió; Második nyúl
- Luigi Pirandello: Hat szerep keres egy szerzőt... Színésznő 1.
- Bertolt Brecht: A szecsuáni jólélek... Kövér prostituált; Fiú a nyolctagú családban
- Bertolt Brecht: Koldusopera... Pici Póli, a Vörös Cápa mulató művésze
- Mihail Afanaszjevics Bulgakov: Bíborsziget... Matyelkin ügyelő és beszélő papagáj
- Ránki György – Romhányi József: Muzsikus Péter... Piccolo
- Lázár Ervin: Berzsián és Dideki... Ribizli kutya
- Lázár Ervin: A hétfejű tündér... Mikkamakka
- Erich Kästner: Emberke... Emberke
- Mark Twain: Tom Sawyer mint detektív... Tom Sawyer
- Stephen Leacock: Rosszcsirkeff Mária emlékiratai... Rosszcsirkeff Mária
- Gioachino Rossini – Wolfgang Amadeus Mozart – Pierre-Augustin Caron de Beaumarchais: Figaro, a sevillai borbély... Rosina
- Karinthy Frigyes: Tanár úr kérem... Büchner
- Malgot István: Árgyélus királyfi... Tóbiás Manó
- Malgot István: Hajnalka és Jácint... Hajnalka
- Rejtő Jenő – Malgot István: Piszkos Fred, a kapitány... szereplő
- William Shakespeare – Malgot István: Dromlet, drák királyfi... Defália
- Igor Stravinsky: A katona története... öregasszony
- Aiszkhülosz – Silló Sándor: Oreszteia... Kasszandra
- Nógrádi Gábor: Segítség, ember!... Nyúl Amália
- Hubay Miklós: Tüzet viszek... Margit
- Tadeusz Różewicz: A hős... titkárnő
- Szép Ernő: Május... lány
- Másik mesét mesélek, avagy az én cirkuszom... Pogács bohóc
- Csalafinta Péter... Hajni
- Bojan Papazov: A három tökfej... egy angyal
- Móra Ferenc – Solti Gábor: Kincskereső kisködmön... Malvinka néni
- Örkény István: Tóték... Ágika
- Gyurkó László: Don Quijote - Variációk... Maritornes (cselédlány)
- Pinczési Judit – Novák János: Kócgerzson... Auguszta
- Molière: A fösvény... Csendbiztos
- Molière: A képzelt beteg avagy a hipochonder... Béline (Argan második felesége)
- Maurice Maeterlinck: A kék madár... Tyltyl
- George Courteline: Első vizit... Boulingrinné
- Bojan Papazov: A három tökfej... Egy angyal
- Petőfi Sándor: A helység kalapácsa... Szemérmetes Erzsók
- Jean Genet: Cselédek... Madame
- Csokonai Vitéz Mihály: Karnyóné... Karnyóné
- Karácsony gyertyácskái...szereplő
- Pruzsinszky Sándor: Csillagjáró... Eufrozina néni
- Pruzsinszky Sándor: Archivatal... Cicu (a Pokol kocsma üdvöskéje)
- Grimm fivérek: Holle anyó... Gertrúd
- Grimm fivérek: Jancsi és Juliska... Boszorkány
- Anton Pavlovics Csehov: Sirály... Arkagyina (Irina Nyikolajevna, asszonynevén Trepljova, színésznő)
- Megvan minden kerekünk!... szereplő
- Kókai János (szerkesztő): Fekete rúzs és... Madame
- Georges Feydeau: A hülyéje... Mme Pinchard
- Imagine – Seholsincs ember... közreműködő
- Kókai János: A nagy Górky... Klárika
- Hubay Miklós – Ránki György – Vas István: Egy szerelem – Vas István: Egy szerelem három éjszakája... Melitta

## Filmek, tv
- Sose halunk meg (1993)
- Szomszédok (sorozat ) 171. rész (1993) ... Taxi utas
- Szamba (1996).. Vidéki színésznő
- Ezüstnitrát (1996)
- Egy tél az Isten háta mögött (1999)... nő
- Csocsó, avagy éljen május elseje! (2001)
- Chacho Rom (2002)
- Arccal a földnek (2002)... Etelka
- Boldog születésnapot! (2003)... Adélka
- Deus ex Machina (2007)... nő
- Megy a gőzös (2008)
- Rövid, de kemény... életem (2008)... Szomszéd
- Pál Adrienn (2010)... Cukrásznő
- Hacktion: Újratöltve (sorozat) A diagnózis című rész (2013) ... Hölgy
- Eszméletlen (2017)... Jósnő
- Zsolt és Rezső: Az elhallgatott igazság (2017) ... Katalin
- HHhH – Himmler agyát Heydrichnek hívják (2017)
- Mellékhatás (sorozat, 2020) 5. rész ... hölgy a bankban
- Mintaapák (sorozat, 2020) ... Dömötörné
- Jóban Rosszban (sorozat, 2021–2022) ... Schön Katalin
- Pepe (sorozat, 2023) ... idős hölgy

## Rendezései
- Mrožek: Piotr Ohey mártíromsága
- A nyílt tengeren
- Weöres Sándor: Az éjszaka csodái
- ... a fasorba megyünk?
- Szép Ernő: Május
- Csukás István: Ágacska
- Ma este babám...
- Benedek Elek: Szélike királykisasszony
- Árgyélus királyfi
- Másik mesét mesélek, avagy az én cirkuszom
- Hab, csók... meg egy kis habcsók
- Vörösmarty Mihály: Csongor és Tünde
- A Buszmegálló
- Keller Zsuzsa - Fábry Péter - Novák János: Csillaglány
- Samuel Beckett: A játszma vége
- Széllelbélelt mesék
- Karinthy Frigyes: Tanár úr kérem
- Jevgenyij Lvovics Svarc: Hókirálynő
- Pruzsinszky Sándor: Csillagjáró
- Đorđe Lebović: Az ezredik éjszaka
- Luís Sepulveda: A sirályfióka esete a macskával, aki megtanította repülni
- Vojnich Iván: Anti-Pygmalion
- Buda Ferenc: Mátyás király és a cinkotai kántor
- L. Frank Baum - Albert Péter: Óz! Varázsló!
- Holdvilágos éjszakán...
- Minden rendű emberi dolgokhoz...
- Kaszás Villő: Rémusz bácsi

## Szinkronszerepei
- A gonoszok eljövetele – Mrs. Holter – Lorna Wilson
- A szálloda – Lillian Hobbs – Annabelle Apsion
- Az újonc – Daniel anyja – Page Leong
- Dragon Ball Z – Son Gohan, Son Goten (gyerekhangként)
- Dragon Ball Super – Son Goten (gyerekhangként)[1][2]
- Elveszett gyerekek városa – Mademoiselle Bismuth – Mireille Mossé
- Happy, a flúgos golfos 2. – Mrs. Larson – Judy Sandler
- Hősakadémia – Szanitécia
- Legendás állatok: Grindelwald bűntettei – Irma
- Lisa – Wendy – Tanya Fenmore
- Maja, a méhecske – Csöpi
- Manóvári manók – Momóka
- Nyomás, Ackman! – Angyal
- Robotlázadás a naprendszerben – Dagi
- Sandokan – Kammamuri
- Shinkalion – Cukijama Sinobu
- Szerelmem, Ramón – Fredesvinda – María Alicia Delgado
- Szex és New York – Bébihangú nő
- Vaják – Fenn – Liz Carr

## Önálló est
- Képzelni lehet...
- A játék az különös...
- Képzelni lehet 2.0